# مرغابی شمالگان پادشاه
مرغابی شمالگان پادشاه (نام علمی: Somateria spectabilis) نام یک گونه از سرده مرغابی شمالگان است؛ که در امتداد سواحل قطبی نیمکره شمالی شمال شرق اروپا، آمریکای شمالی و آسیا به دنیا می‌آید. این پرنده‌ها بیشتر سال را در اکوسیستم‌های ساحلی دریایی در عرض‌های جغرافیایی بالا سپری می‌کنند؛ و در ماه ژوئن و ژوئیه برای تولید و مثل به توندرای شمالگان مهاجرت می‌کنند.
این گونه پیراشمالگان در سراسر شمالگان یافت می‌شود. در سواحل شمالگان آلاسکا، کانادا، گرینلند سوالبار و روسیه زادآوری می‌کند، با تنوعی از زیستگاه‌ها توندرا. مهاجرت آن در نواحی دریایی شمالگان و جنب‌شمالگان، به‌ویژه در دریای برینگ غرب سواحل گرینلند، شرق کانادا و شمال نروژ است. پرندگان زمستان‌گذران می‌توانند گله‌های بزرگ در آب‌های ساحلی مناسب، با برخی گله‌های موجود تا ۱۰۰٬۰۰۰ پرنده را تشکیل دهند. همچنین به‌طور سالانه در سواحل شمال شرق ایالات متحده آمریکا، اسکاتلند و شبه‌جزیره کامچاتکا حضور می‌یابد.

## نگارخانه

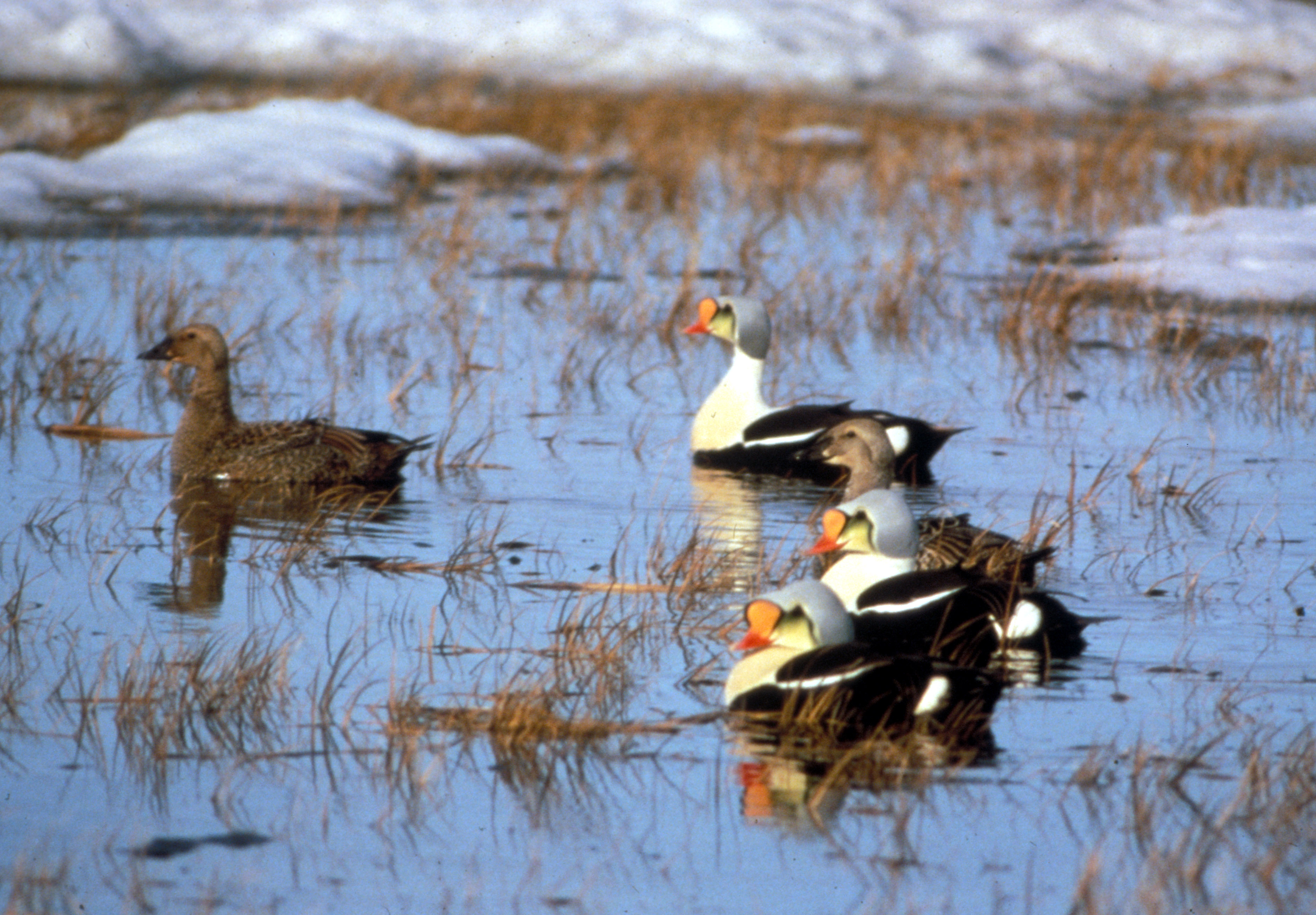
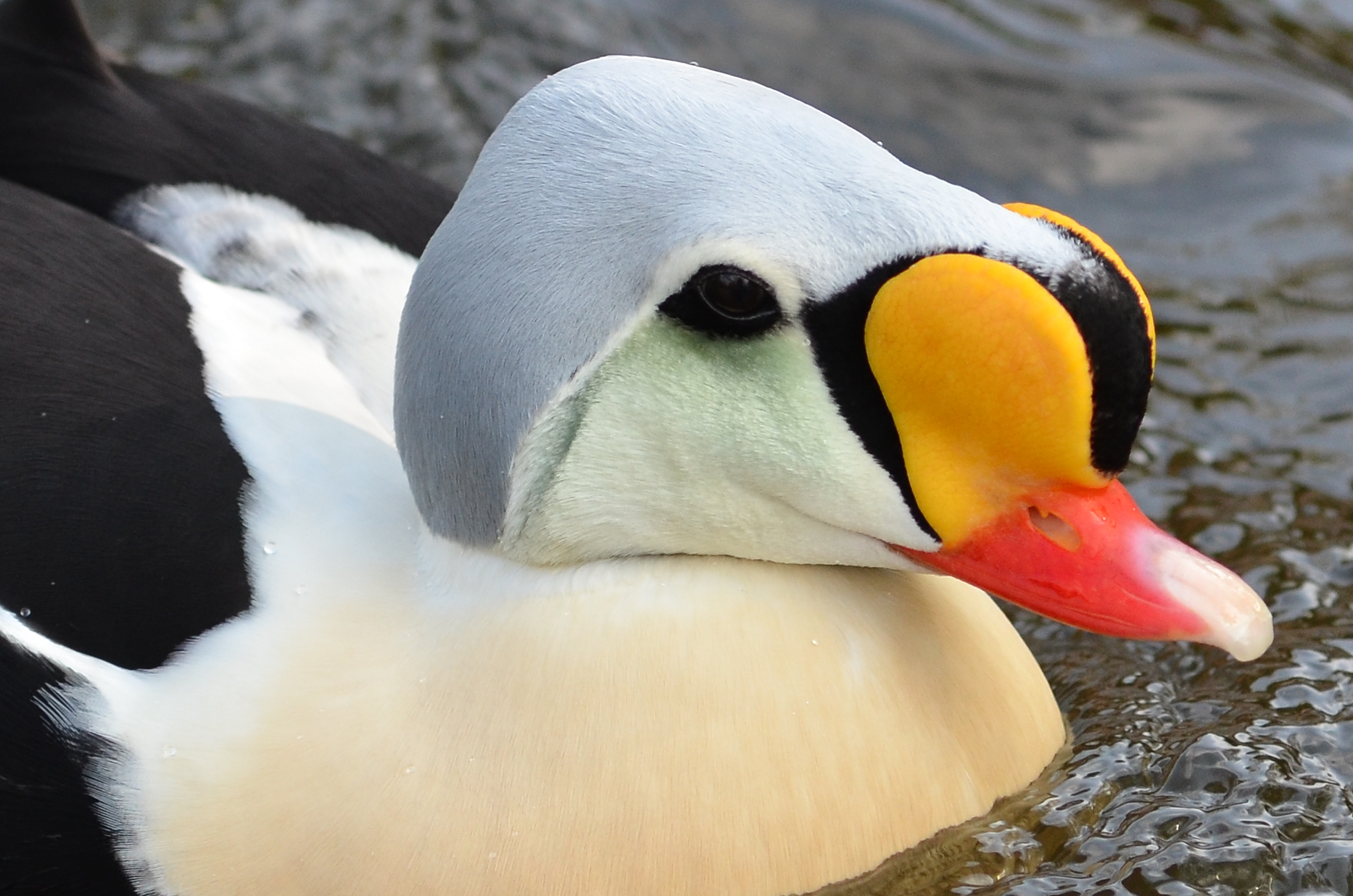
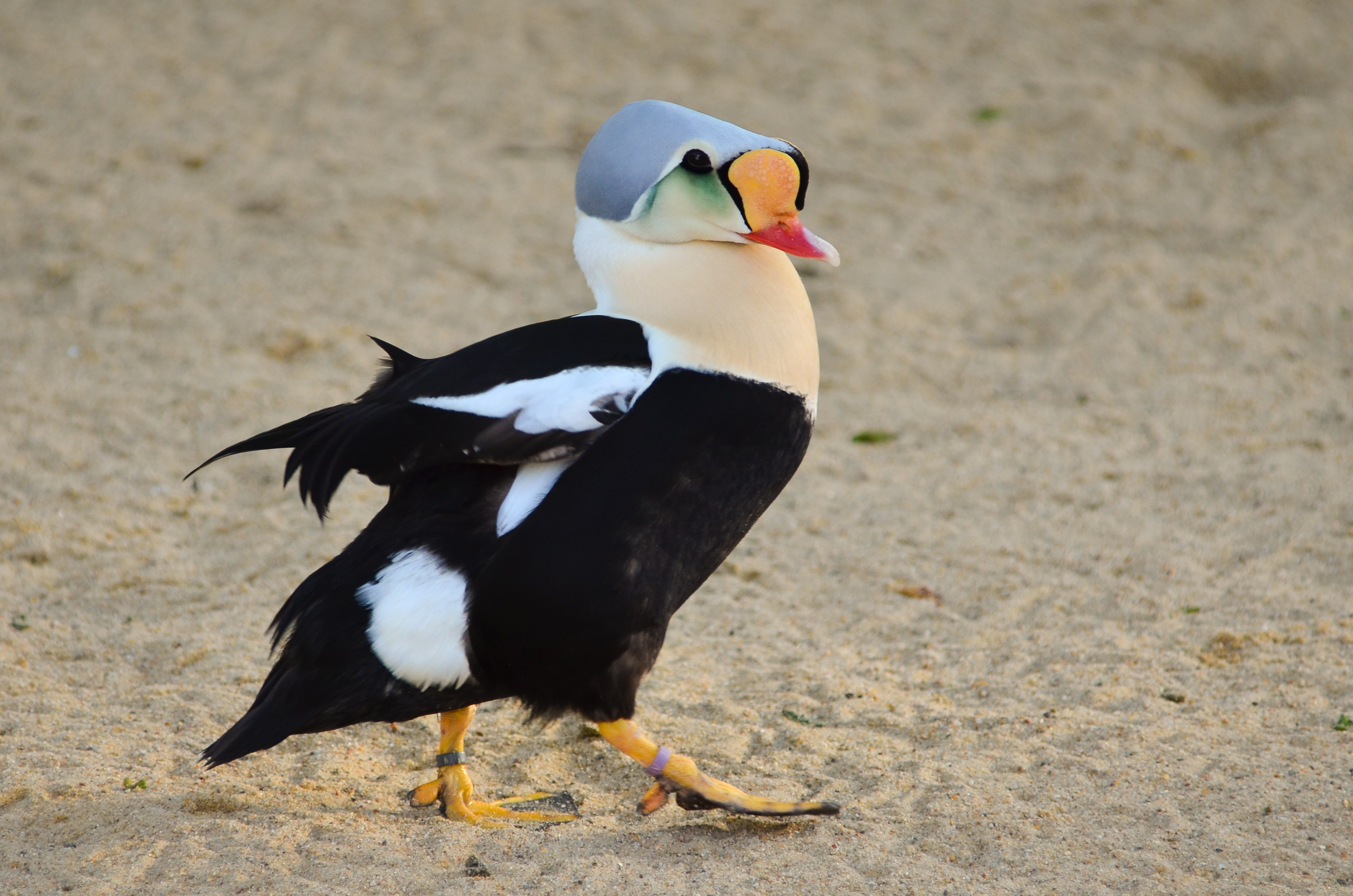
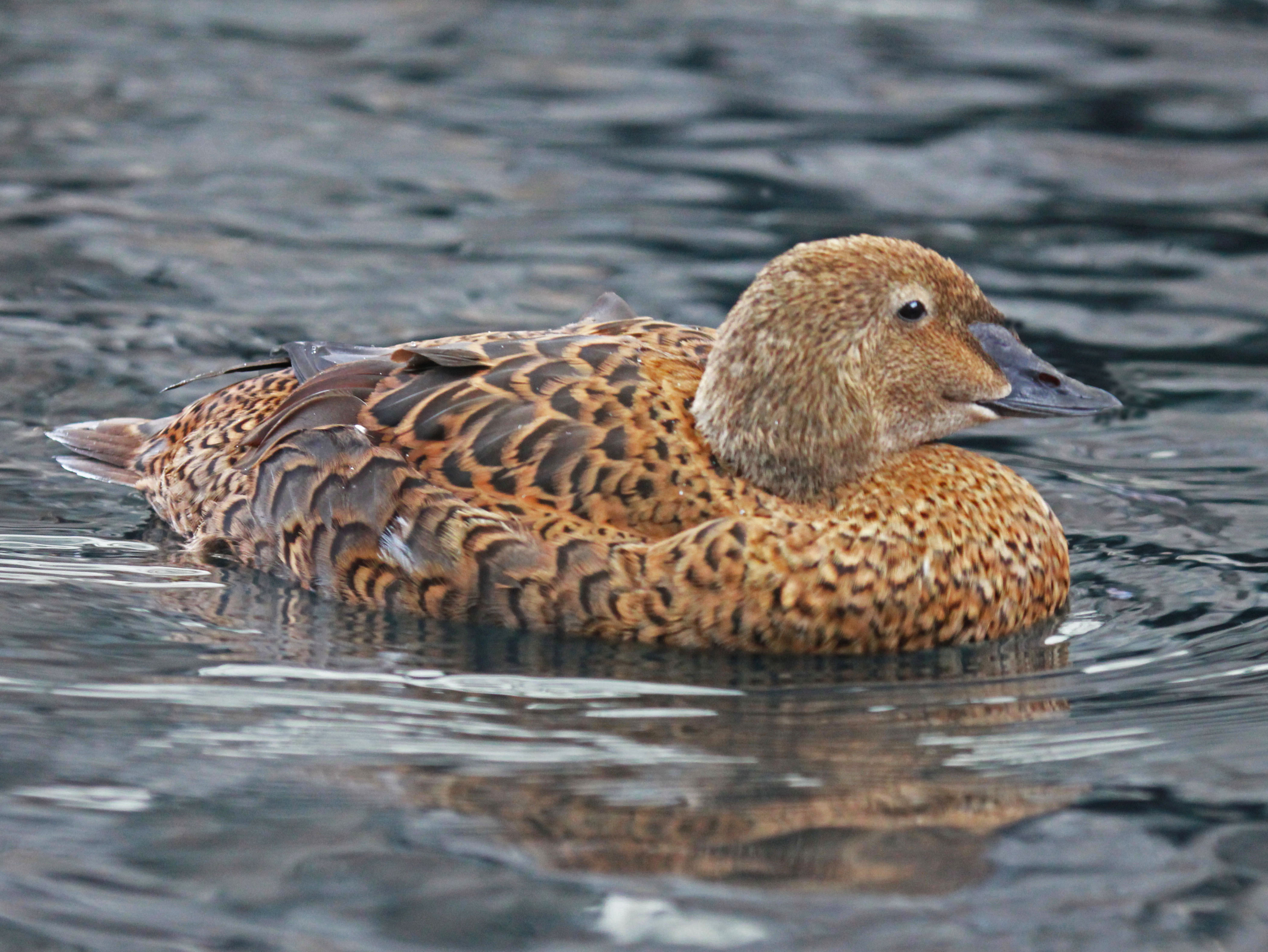
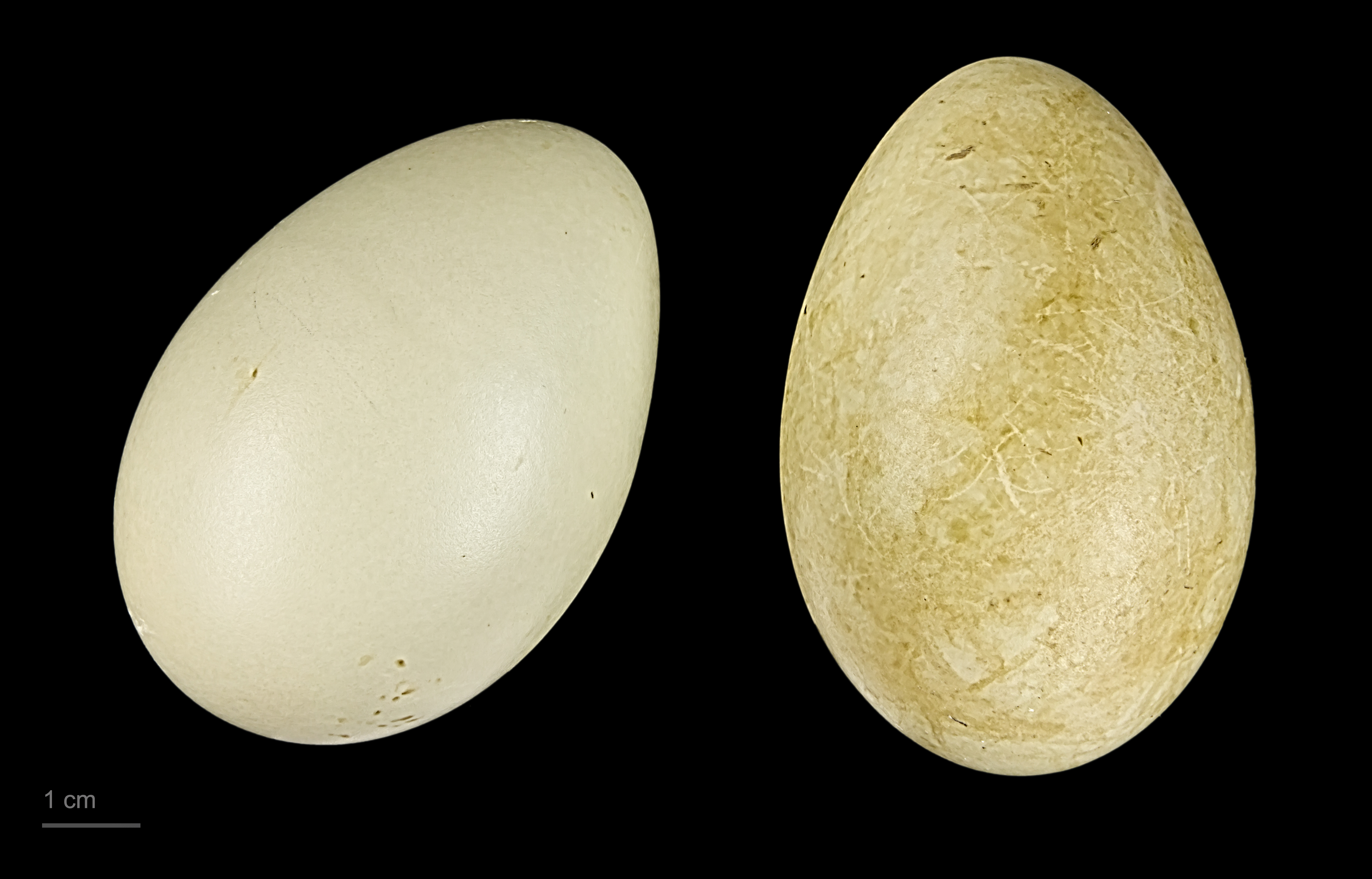
Museum specimen